# 柔佛
柔佛（馬來語發音：[d͡ʒoho(r)]）是马来西亚十三个州属之一，位于马来半岛南部，和北部的彭亨、马六甲和森美兰接壤，与邻国新加坡和印尼海上相望。截至2020年，该州人口达401万人，为全国人口第二多的州属。新山是柔佛的首府与经济中心，依斯干達公主城是柔佛的行政中心，麻坡是皇城。
作为马来西亚经济重镇之一，其经济以第二產業和第三产业为主。2022年，柔佛的国内生产总值（GDP）为巴生谷以外最高，全国仅次于雪蘭莪与吉隆坡。柔佛也是全国最主要的贸易与物流中心之一，目前该州也是全国贸易额的最大贡献州属。而位于新山西部的丹绒柏勒巴斯港为全球第16大港口。新山则是依斯干達經濟特區的中心枢纽，后者为全国首个且最大的经济特区。
柔佛具有高度多样化的种族、语言和文化。柔佛传统舞蹈杂宾舞闻名。柔佛的最高统治者是柔佛苏丹，政府首脑是柔佛州务大臣。柔佛州现任苏丹为苏丹依布拉欣·依斯迈（已故苏丹马末·依斯干达之长子），於2010年繼位蘇丹之位。政府系统大部分源自西敏制，柔佛被划分为多个县管辖。根据1895年的《柔佛宪法》，伊斯兰教是柔佛的官方宗教，而其它宗教可自由发展。自1914年起，馬來語和英语被定为柔佛的官方语言。属于赤道多雨气候的柔佛拥有多样化的热带雨林。该州的山脉组成了蒂迪旺沙山脉的一部分，属于该山脉的金山便是柔佛的最高点。

## 地名

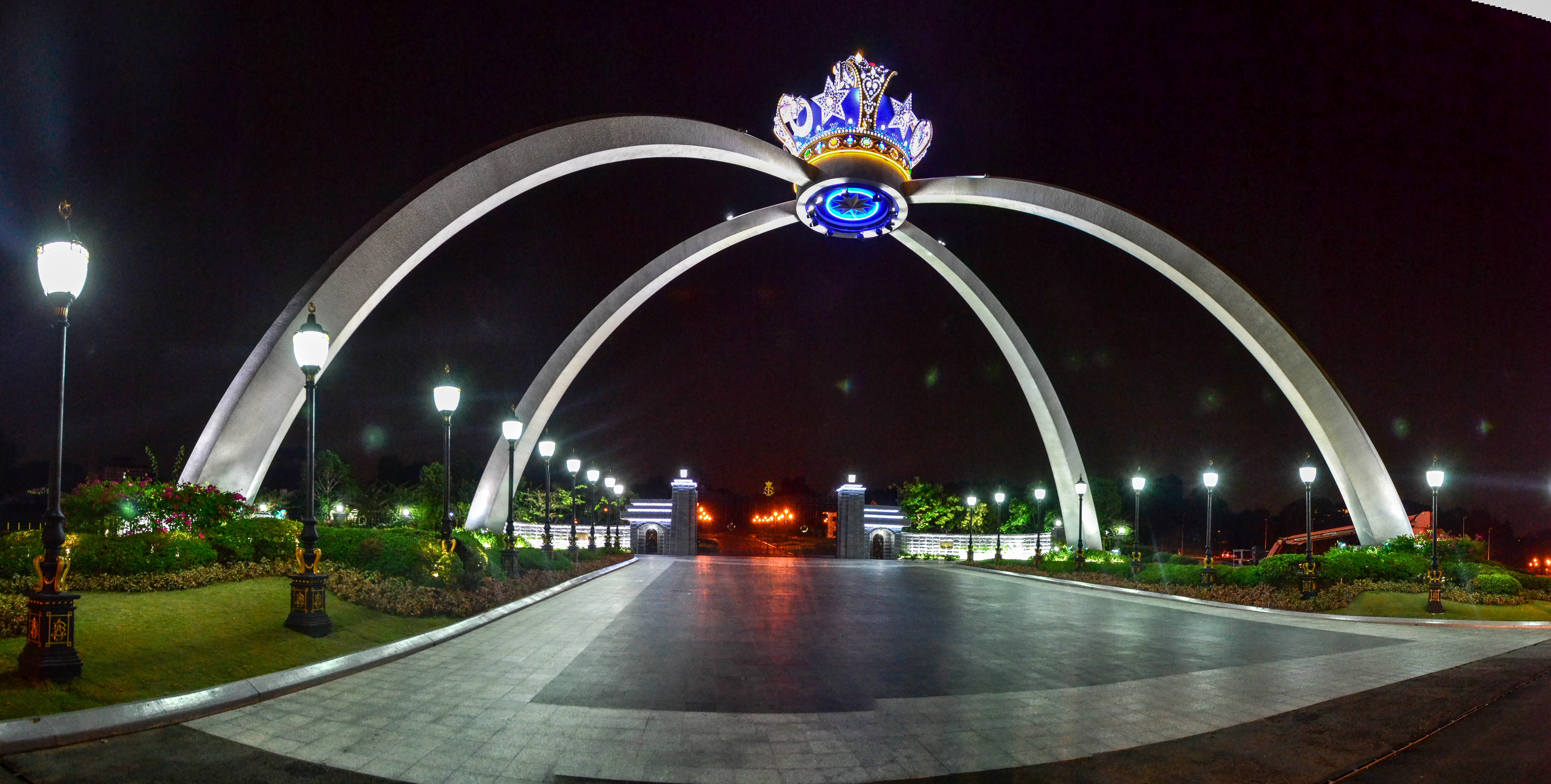
柔佛武吉士林王宫的大皇冠。

柔佛此地最早的称呼是来自北方泰族的Gangganu或Ganggayu（意即宝石之库），这是因为柔佛河附近有大量的寶石。阿拉伯人商人则称此处为جَوْهَر（jauhar），这个词源自波斯语的گوهر （gauhar），意即“珍贵的石头”或“宝石”。由于jauhar这个词在当地语言较难发音，于是jauhar便渐渐地变成了Johor（柔佛）。而爪哇史頌则称此处为Ujong Medini（陆地的末端），这是因为柔佛处于中南半島的最南端。根据葡萄牙作家Manuel Godinho de Erédia的记载，马可·波罗曾于1292年航至Ujong Tanah（马来半岛的末端，即柔佛）Ujong Medini和Ujong Tanah这两个称呼在马六甲苏丹王朝成立前便已在民间流传。而在这段时期，柔佛还有其他的名称，包括Galoh，Lenggiu和Wurawari。

## 历史

### 柔佛王国

#### 旧柔佛王朝
1511年，马六甲王国被葡萄牙人占领后，苏丹马末沙逃至民丹岛，并企图从葡萄牙人的手中重夺马六甲。基于苏丹马末沙的不断反攻，葡萄牙终于于1526年从印度果亚派遣舰队攻击并摧毁了民丹岛，苏丹马末沙仓皇逃到苏门答腊甘帕（Kampar）并于1528年驾崩。
1536年，苏丹马末沙幼子苏丹阿拉乌丁二世（Sultan Alauddin Riayat Shah II）放弃马六甲苏丹的称号，但继承遗志于1540年创建具马六甲王室血统的柔佛王国（亦有史册认为苏丹马末沙为柔佛王朝创始人），定都旧柔佛（Johor Lama），史称旧柔佛王朝。另一边厢，苏丹马末沙長子苏丹穆沙法沙（Sultan Muzaffar Shah）则远赴霹雳建立新王朝。自此，原来马六甲王朝统治区域一分为二。
柔佛王朝除了需要应付葡萄牙，苏门答腊北方也出现了劲敌——亚齐王朝。三方之间互相攻伐，多是柔佛王朝占下风，当中亦曾发生几次国都遭亚齐焚毁，苏丹遭掳杀的屈辱事件。
1699年，柔佛苏丹马末二世由于残暴过度，一天坐轿外出时遭其臣属海军统帅刺杀，享年仅24岁。

#### 宰相王朝
由於苏丹马末二世遇刺後，柔佛的马六甲苏丹王朝血统正式断绝；於是在任宰相（Bendahara，音译盤陀訶羅）继位，开创了柔佛宰相王朝。
由于血统问题，宰相王朝立国不久便遭到锡国（Siak，苏门答腊小国）宣称自己为苏丹马末二世遗腹子的硕坡王子攻击。为了驱逐硕坡王子，苏丹苏莱曼（Sulaiman）与来自苏拉威西岛望加锡的武吉斯人合作，导致后者卷入权力斗争。随着武吉斯人势力壮大，武吉斯人首领被委任为副王，掌控大权并与马六甲荷兰人争夺马六甲海峡及锡矿贸易的经济利益；而苏丹则沦为傀儡。
当英国人斯坦福·莱佛士于1818年抵达新加坡，并欲与天猛公阿都拉曼签订协定，在当地建立殖民据点。但是根据廖内苏丹和荷兰之间的条约，天猛公无权代表苏丹与外国定约。当时新加坡正由柔佛廖内苏丹阿都拉曼穆阿占沙统治。当莱佛士得知苏丹阿都拉曼穆阿占沙的兄长东姑胡先本该是王位继承人（由于其父王驾崩时，人正在彭亨訪問而不在身边，遂被取消资格），他随即觐见并宣布支持东姑胡先出任苏丹，声称英国只承认东姑胡先为合法的廖内苏丹，而东姑胡先则于1819年2月6日和英国签署条约，租借新加坡予英国为商港用途。
1824年，英国与荷兰签署《1824年英荷条约》，苏丹胡先统治的柔佛本土（包括新加坡）归英国人。苏丹阿都拉曼穆阿占沙掌控的廖内群岛范围则划归荷兰，至此柔佛宰相王朝一分为二。
1855年3月10日，苏丹阿里与新加坡的英国人签署《柔佛条约》，同意将柔佛统治权交予天猛公阿都拉曼之子达因依布拉欣（Daeng Ibrahim），而苏丹阿里本身的统治仅限于麻坡地区。达因依布拉欣在华裔富商黄亚福的协助下，在正对新加坡的柔佛南部建立新都丹绒布蒂里（Tanjong Puteri）。

#### 天猛公王朝
1866年，达因依布拉欣之子苏丹阿布巴卡正式登基为柔佛天猛公王朝第一任苏丹，他在1868年受英国册封为马哈拉加（Maharaja），并于1877年苏丹阿里驾崩后收回麻坡的统治权。苏丹阿布巴卡将丹绒布蒂里改名为新山（Johor Bahru），并把新山由一个渔村发展成一个市镇，接着将发展计划逐一延伸到其它的小地方。苏丹阿布巴卡采用了称之为“柔佛政府文职机关”的西方制度来管理内政的工作，也将这先进的管理制度提倡给公众。苏丹阿布巴卡是柔佛州第一位宪法条规的设立者。以後他被冠上“现代柔佛之父”的称号。
随着国际市场对甘蜜和胡椒的需求增加，苏丹阿布巴卡招引大量的中国移民前来柔佛开港，大力推动其父亲创立的港主制度，振兴柔佛经济。从1910年代到1940年代，柔佛一直都是整个马来半岛最大的橡胶产地，同时至今还一直是最大的棕榈油出产州。

### 英保护和日占
20世纪初，英国已经占领了马来半岛大部分地区，当中包括马来联邦和海峡殖民地。马来半岛北部的四个王国——吉兰丹、登嘉楼、吉打和玻璃市则是由当时的暹罗管辖。这样以来，整个马来半岛只有柔佛不受外来势力入侵。1914年，柔佛苏丹依布拉欣主动接受英国顾问官制度，正式接受英国保护，自此与马来半岛上北部四个王国组成马来属邦。
1941年12月，日本发动太平洋战争，英军被日军打败。二战时期，柔佛州是马来半岛最后一个被日军攻占的州属。新山沦陷后，日军利用城中的武吉士岭王宫作为攻占新加坡的指挥部。
光复后，英国殖民政府重返马来半岛，在马来半岛建立军事管制区。1946年，英国将海峡殖民地（不包括新加坡）、马来联邦、马来属邦整合成马来亚联邦（Malayan Union），而柔佛租借予英国的新加坡成为英国直属管辖的殖民地。马来亚联邦遭到马来族的反对，并促使了拿督翁惹化在新山皇宫建立巫统。1948年，马来亚联邦解散，而以马来亚联合邦（Federation of Malaya）取而代之。

### 马来西亚时期
1957年8月31日，马来亚联合邦自英国独立，柔佛成为其中一个州属。 
1963年9月16日，柔佛随其余马来亚联合邦成员州和沙巴、砂拉越与新加坡共同组成新君主立宪制国家——马来西亚。

### 与其它州属不同的历史特色
不管是在历史上，甚至到现在，柔佛州有着几个和其它州属不同的地方：
- 柔佛，是1540年葡萄牙人消灭马六甲王朝之后，马六甲王族逃来建立的柔佛王朝；
- 马来州属中唯一一个苏丹曾传位予宰相（1699年）和天猛公（1855年），但新任苏丹依旧被认可为正统的王朝；
- 因殖民地历史原因，1824年，原柔佛王朝被分割为三分，廖内群岛归荷属东印度群岛、新加坡归英国东印度公司、剩下的则形成今日的柔佛州，而且当时保存独立未被殖民；
- 第一个学习西方体系来作为行政管理制度的州属；
- 1895年，颁布宪法，成为马来半岛第一个实行君主立宪的州属
- 发明港主制度，因此在19世纪后期到20世纪初的发展突飞猛进，因港主多为华人，所以华人在柔佛州的近代历史地位也比较高；
- 第一个让私会党合法的州属；
- 1914年，成为马来半岛最后一个被西方列强殖民的州属，被殖民的时间仅仅40余年（很可能是基于经济发展原因，柔佛苏丹主动加入英国保护圈）；
- 第二次世界大战时，日本最后攻下的半岛州属；
- 马来西亚建国时的执政党 - 巫统在柔佛成立；
- 时至今日，柔佛苏丹是唯一一个尚保留有皇室御林军的州属苏丹，也是唯一肖像照不穿马来传统服饰而穿军装的苏丹。

1969年12月10日，居銮市遭遇特大水灾，此水灾是居銮经历开埠后最大的一场洪水浩劫，造成惨重人命丧亡和难以估计的财物损失。
柔佛州的经济发展源自农业、制造业和旅游业，而当中的农业和制造业则是州内最主要的经济活动。
2021年以来，由于拥有充足的土地、主要来自煤炭的电力以及足够的水资源，加之靠近新加坡这个国际海底互联网电缆枢纽，且马来西亚与美国和中国的关系都较为友好，柔佛成为众多国际互联网公司建立数据中心的理想之地。

## 州歌
| 马来文歌词                        | 中文歌词                 |
| --------------------------------- | ------------------------ |
| Allah Peliharakan Sultan          | 真主阿拉護佑吾君王       |
| Anugerahkan dia Segala Kehormatan | 赐福陛下尊崇無疆         |
| Sihat dan Ria, Kekal dan Makmur   | 歡樂和康泰，安穩與榮昌   |
| Luaskan Kuasa, Menaungkan Kami    | 擴展力量，庇護邦民       |
| Rakyat Dipimpini Berzaman Lagi    | 引領州內子民再邁下個世紀 |
| Dengan Merdeka Bersatu Hati       | 以獨立團結一致一心       |
| Allah Berkati Johor               | 真主阿拉護佑柔佛         |
| Allah Selamatkan Sultan           | 真主阿拉永佑吾蘇丹       |

## 政治

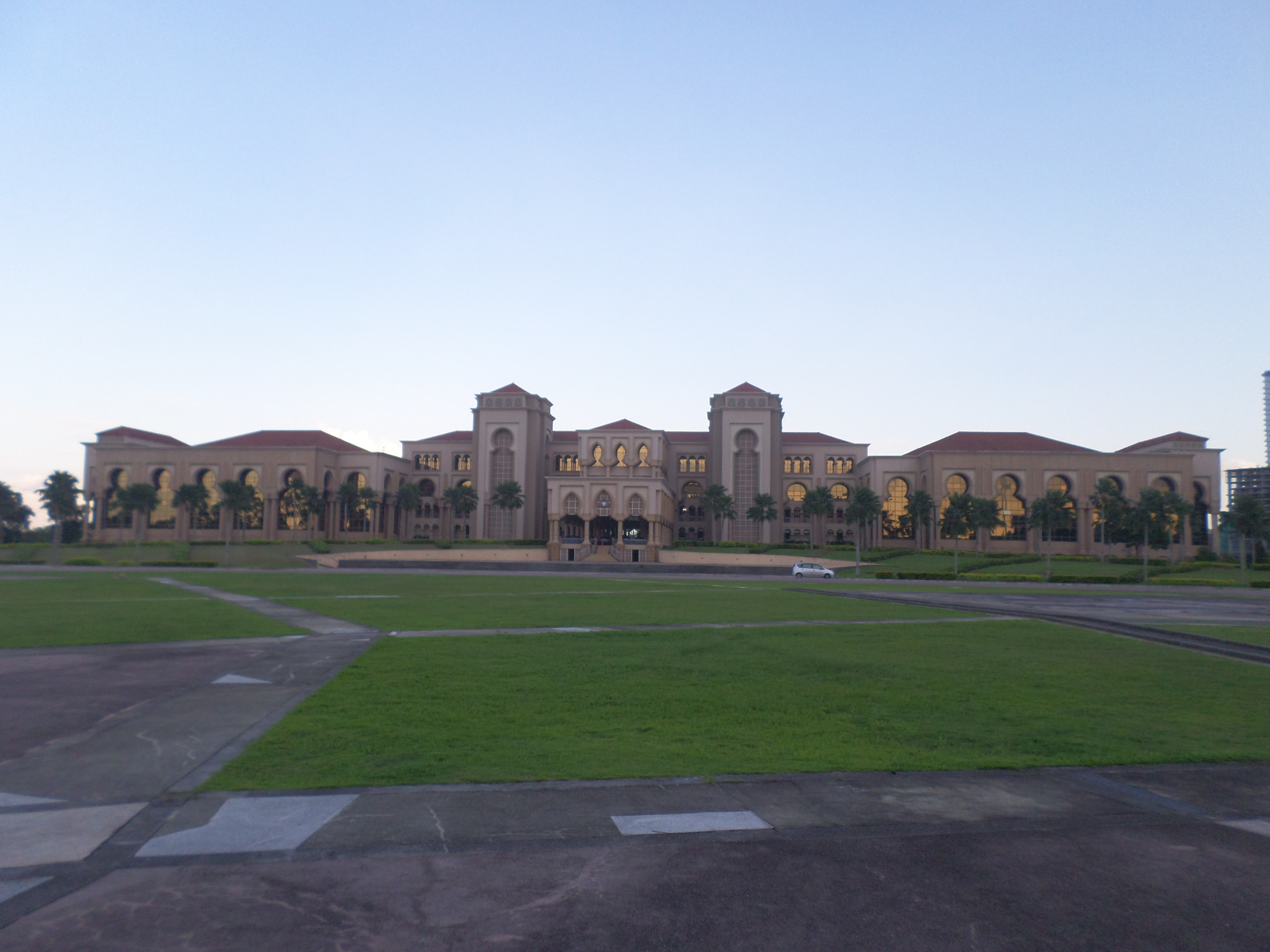
位于依斯干达城的拿督嘉化莫哈末大厦，是柔佛州务大臣的办公处。

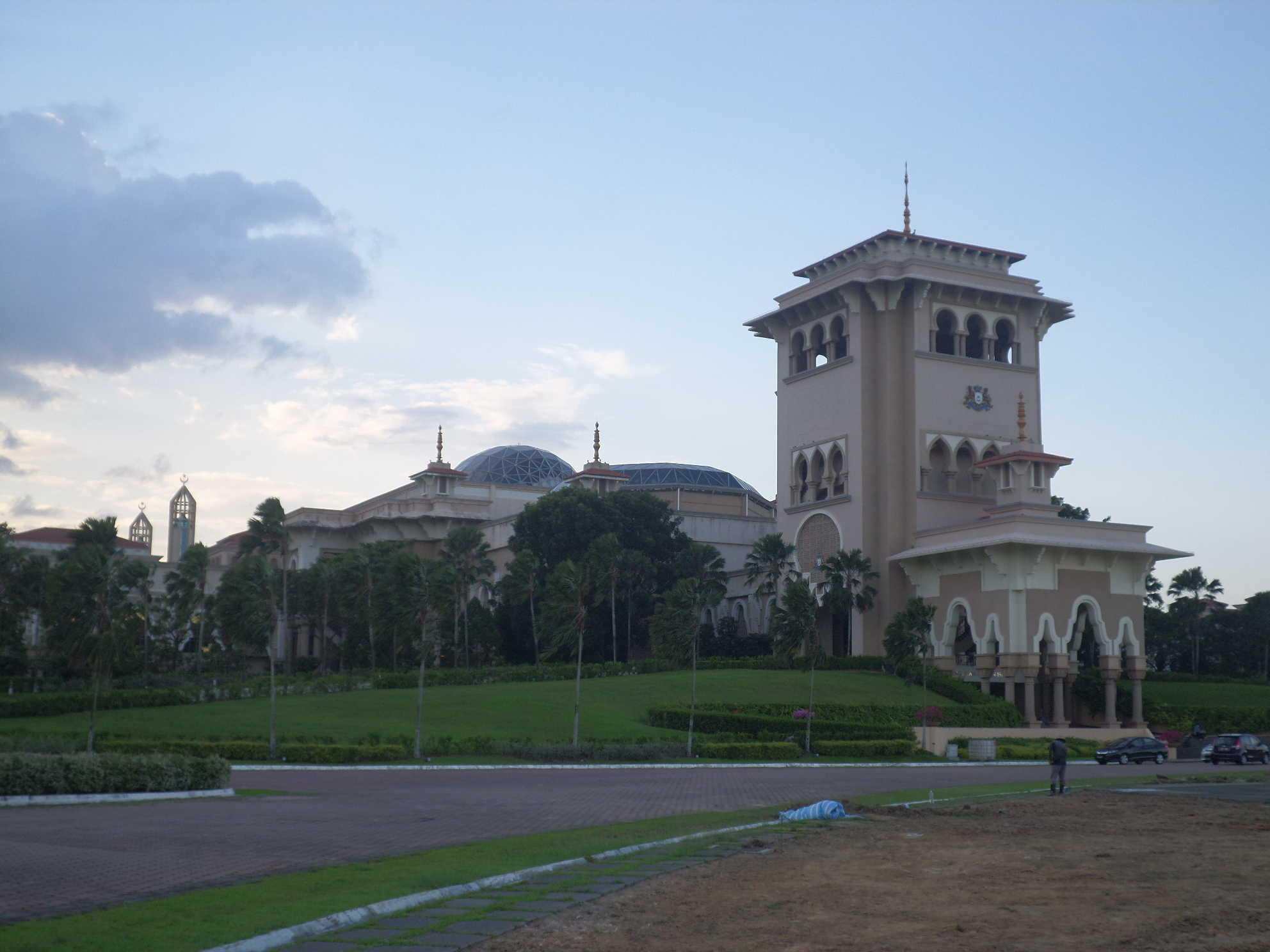
位于依斯干达公主城依斯干达城的苏丹依斯迈大厦，是柔佛州议会的所在地。

### 政府
|              |              |              |              |        |      |
| 政党         | 政党         | 领袖         | 状态         | 席位   | 席位 |
| 政党         | 政党         | 领袖         | 状态         | 2022年 | 目前 |
|              | 国民阵线     | 翁哈菲兹     | 政府         | 40     | 40   |
|              | 希望联盟     | 曾笳恩       | 在野党       | 12     | 12   |
|              | 国民联盟     | 沙鲁丁嘉马   | 在野党       | 3      | 3    |
|              | 统民党       | 阿米拉艾莎   | 在野党       | 1      | 1    |
| 总数         | 总数         | 总数         | 总数         | 56     | 56   |
| 政府多数议员 | 政府多数议员 | 政府多数议员 | 政府多数议员 | 40     | 40   |

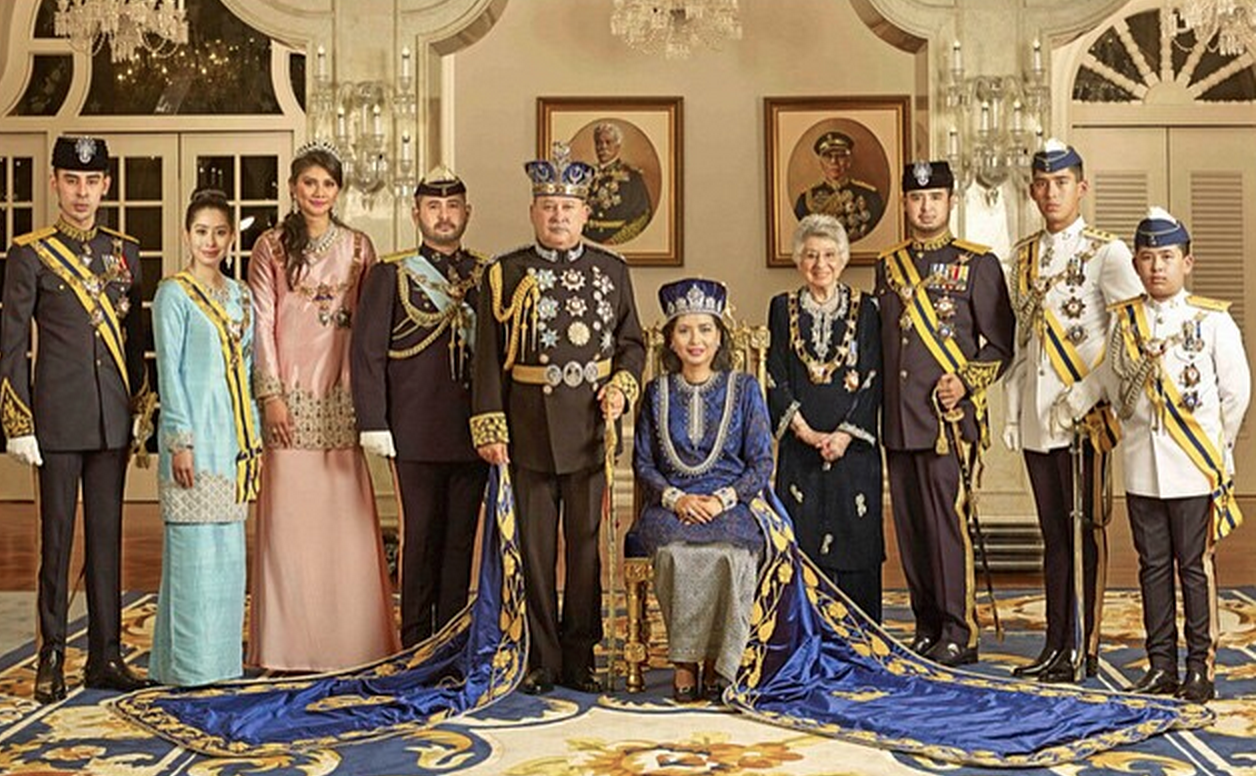
2015年柔佛王室照

柔佛是马来西亚首个实行君主立宪制的州属，于1895年苏丹阿布·峇卡颁布《柔佛宪法》后开始实行至今。宪法上，柔佛的最高元首为苏丹。其继位者只能是柔佛皇室的一员或是苏丹阿布巴卡的后代。现任柔佛苏丹是苏丹依布拉欣·依斯迈，于2010年1月23日继位。苏丹的主宫殿是武吉士林王宫，王储的宫殿则是巴西柏兰宜新王宫；这两座宫殿都位于州首府新山。其它王宫有柔佛大皇宫(Istana Besar)、Istana TAB Pasir Pelangi 行宫（位于州首府新山）、麻坡的丹绒皇宫(Istana Hinggap Muar)、居銮的斯里南峇行宫(Istana Sri Lambak)、丰盛港的丰盛港行宫(Istana Sri Mersing)、丰盛港的lstana Flintstone(Private Property)行宫、吉隆坡的Istana Hinggap Johor行宫以及的昔加末的Shooting Box(Castle of Segamat)行宫。海外有新加坡的Istana Woodneuk 行宮（发生事故现已废弃但宫殿周围大片土地还归王室所有）。 州政府由州务大臣领导，并由州行政议会的10名行政议员辅佐，而行政议员必须是柔佛州议员。柔佛州的立法部门是沿用西敏制的柔佛州立法议会，而州务大臣是在州议会大多数议员的同意下被委任的。州立法议会为州内事务制定法律。州议员由州民在每5年举行一次的大选中投票选出。州议会有56个席位，国民联盟在2020年喜来登政变之后以29个席位执政至2022年州选举。2022年3月12日，柔佛州进行第15届州选举，国阵以40席掌控三分之二的优势执政州政府。
柔佛州在1948年至1957年马来亚联邦成立前曾是个主权国家，但其国防与外交事务由英国掌管。其后，马来亚联邦与婆罗洲的两个英国殖民地——北婆罗洲和砂拉越合并，成立马来西亚联邦。自那时候起，柔佛发生了多起极具争议性的事件，例如多宗涉及皇室的事件导致了1993年马来西亚宪法修正案的通过、和联邦政府的争端、以及相比对岸富裕的新加坡，柔佛发展显得极为缓慢的不满，而柔佛皇室甚至发表了“柔佛有权独立”的言论。其它社会课题还包括柔佛在加入联邦后种族和宗教课题升温等。

### 行政区划
柔佛被分为10个县（Daerah）、103个巫金（Mukim）和16个地方政府，這些地方政府當中有3個市政廳、5個市議會、7個縣議會以及1個地方特別機構。每个县都有县官，而县里的每个村都会有一个村长。英国人到达柔佛前，柔佛各区由苏丹的亲戚及好友分别管理。1885年，柔佛王国和大英帝国缔结友好条约，并成立了一个较有组织性的行政系统。1914年，在成为马来属邦的一部分后，柔佛开始接受来自英国的顾问官。在转换为英式行政系统的过程中，更多的欧洲人开始陆续被委任为行政官员，职权由管理财政至为行政系统的现代化提供建议不等。英国顾问官在马来地方长官的辅助下进行各项工作。在马来属邦顾问官一职被废除后，行政系统下原本由欧洲人掌管的职位也被当地人取代。和马来西亚的其他州属一样，地方政府开始由州政府管辖至今。
| 县名              | 人口      | 面积           | 县城          | 简介 |
| ----------------- | --------- | -------------- | ------------- | --- |
| 新山县 · （）     | 1,558,700 | 1,064 平方公里 | 新山 （）     | 新山县县城新山市为柔佛州的首府。共有三座宫殿群，柔佛大皇宫（丹绒布蒂里），武吉士林王宫，巴西柏兰宜王宫。其涵盖依斯干达公主城、巴西古当和新山三个地方政府。 |
| 古来县 · （）     | 282,100   | 753 平方公里   | 古来 （Kulai）     | 原为新山副县的古来县于2008年正式脱离新山县，划分为古来再也县。之后于2015年12月，该县被柔佛苏丹易名为古来县。士乃国际机场便坐落于该县。                     |
| 峇株巴辖县 · （） | 471,800   | 1,878 平方公里 | 峇株巴辖 （Batu Pahat） | 峇株巴辖县县城峇株巴辖市是柔佛州第二大城市，亚依淡镇也因为其陶瓷艺品而闻名。永平、四加亭等为其他县内主要城镇。                                             |
| 居銮县 · （）     | 335,400   | 2,864 平方公里 | 居銮 （Kluang）     | 居銮县县城居銮市位于柔州中心。南边的新邦令金也属于此县。以居銮火车站和火车站咖啡店闻名。                                                                   |
| 哥打丁宜县 · （） | 221,200   | 3,488 平方公里 | 哥打丁宜 （Kota Tinggi） | 哥打丁宜曾是柔佛皇朝的皇城，屡次迁都的也在县内柔佛河域建立十数座皇城包括旧柔佛（Johor Lama），沙翁槟榔（Sayong Pinang）等。                                |
| 东甲县 · （）     | 154,100   | 970 平方公里   | 东甲 （Tangkak）     | 原为麻坡副县的东甲县被划分为正县，并命名为礼让县。之后于2015年12月，该县被柔佛苏丹易名为东甲县。该县有柔佛最高点──金山（Gunung Ledang）。                  |
| 丰盛港县 · （）   | 81,600    | 2,838 平方公里 | 丰盛港 （Mersing）   | 丰盛港为柔州的主要渔港，面临南中国海，与邻州彭亨的旅游胜地刁曼岛（Pulau Tioman）遥遥相对。                                                                 |
| 麻坡县 · （）     | 278,600   | 1,376 平方公里 | 麻坡 （）     | 麻坡县县城麻坡市又称‘香妃城’，并在2012年2月5日由苏丹殿下升格为“皇城”。                                                                                     |
| 笨珍县 · （）     | 176,000   | 907 平方公里   | 小笨珍 （Pontian Kechil）   | 该县的丹绒比艾是亚洲大陆的最南端。北干那那（Pekan Nanas）也位于此。                                                                                        |
| 昔加末县 · （）   | 213,900   | 2,807 平方公里 | 昔加末 （Segamat）   | 拉美士、彼咯皆位于县内。 |

## 地理

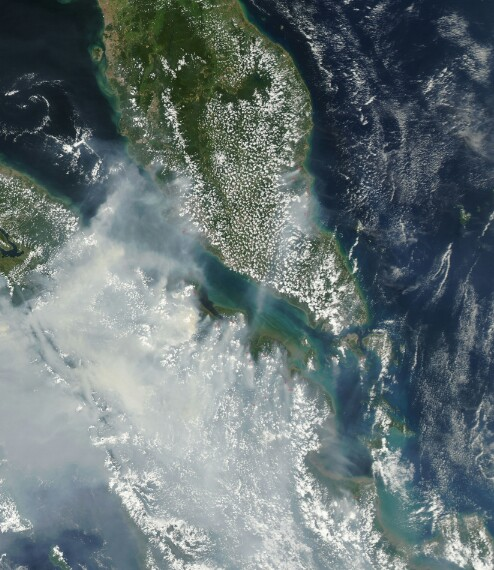
美国国家航空航天局卫星拍摄的柔佛州。

柔佛州面积为19,102平方公里，是马来西亚面积第五大的州属，东临南中国海，西濒马六甲海峡，南面柔佛海峡。柔佛州的海岸线总长约400公里，海岸线的大部分，特别是西海岸，被红树林和水椰林覆盖。东海岸以沙滩和岬角为主，南海岸则由各种岬角和海灣组成。柔佛州的专属经济区在南中国海的范围较其在马六甲海峡的范围大很多。柔佛西部有大片沼泽。2005年，官方记录显示柔佛的森林占地391,499,002公頃（967,415,102英畝），其中包含了天然的内陆森林、泥炭沼澤森林、红树林以及泥沼地。蒂迪旺沙山脈的山麓延伸至柔佛，柔佛州的最高点——高达1276米的金山便属于该山脉。柔佛州内还有其他10座山，高度介于273米至1,010米之间。柔佛的地形有83%属于低地，只有约17%是较高且陡的地形。柔佛的主要岛屿则有澳岛、龟咯岛、幸福岛、拉哇岛等等。

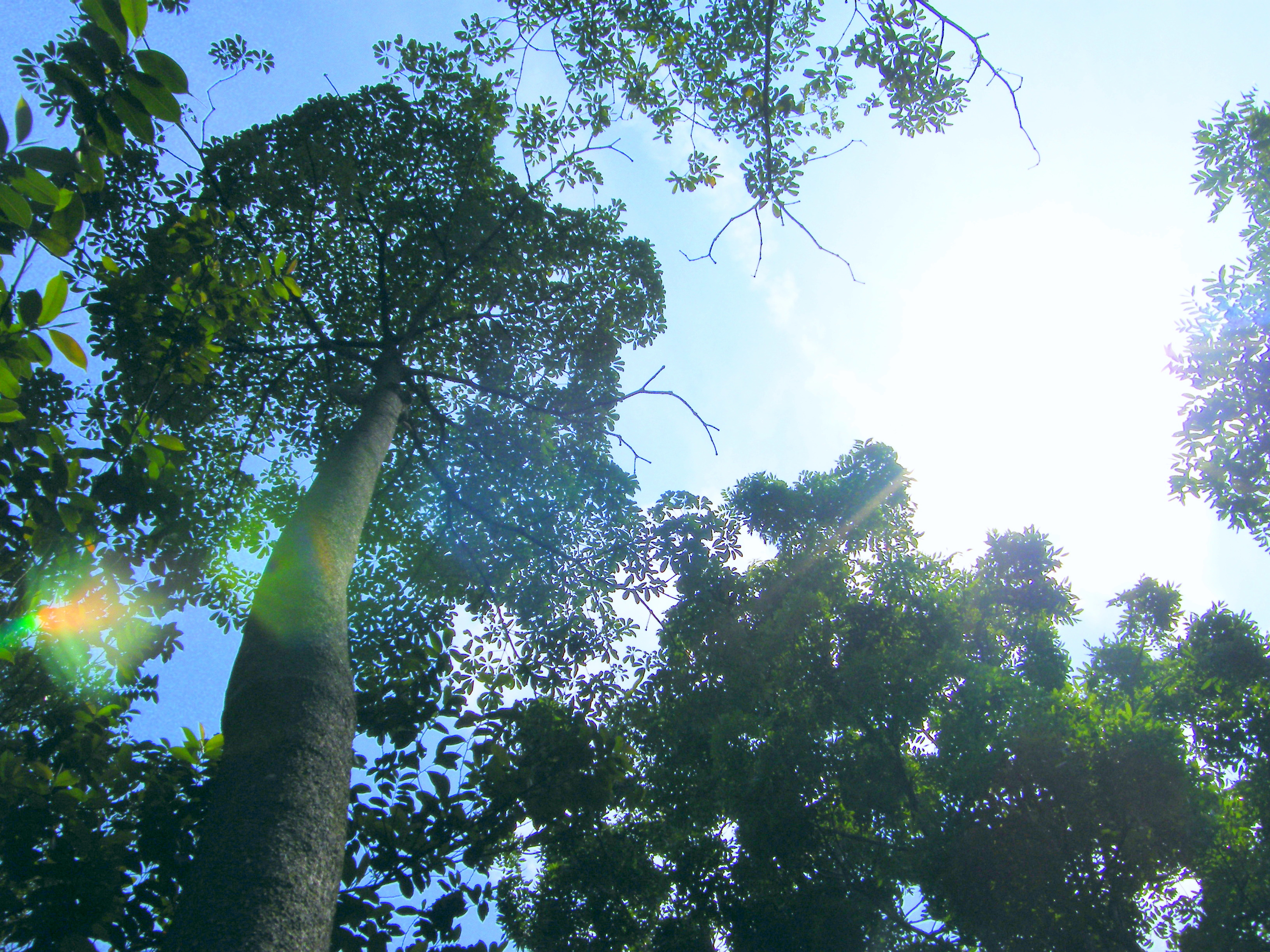
位于柔佛的熱帶森林

柔佛中部被茂密的森林覆盖，发源自山丘的密集河流往东、南、西三个方向流去。在西海岸，峇株巴辖河、麻坡河和笨珍河流往马六甲海峡，而柔佛河、巫来由河、Perepat河、埔来河、士姑来河和地不佬河则流向南方的柔佛海峡。兴楼河、丰盛港河、大素里里河和小素里里河流往东方的南中国海。柔佛河流域达2,690 公里，从布鲁木山（居銮东部）和Gemuruh山开始，往下流至丹绒彭利哥。柔佛河自身则由来自拉央拉央、林桂和沙翁的河流汇集而成，长约122.7 公里。它的支流包括柏浪眼河、勒巴河、勒班河、班底河、彭哥里河、北满迪河, 士芦育河、斯玛那河、德鲁河、登保河和地南河。位于柔佛境内的其他河流还包括亚逸峇礼河、文律河、Botak Drainage、任罗宏河、大笨珍河、双兰河、善地河以及三峇易河。
柔佛属于赤道多雨氣候，每年十一月到二月都会有来自南中国海的季風。平均气温介于25.5 °C到27.8 °C之间。西海岸平均降雨量为2,000至2,500毫米，而东海岸的平均降雨量较高，其中兴楼和边佳兰一年内的降雨量超过3,400毫米。柔佛每年都会经历两次季风期，即东北季风和西南季风。东北季风由11月开始持续至隔年3月，而西南季风则有5月开始持续至9月，4月至9月则为两个季风的过渡期。2006年12月19日，柔佛州发生了一场百年大水灾，几乎各大城市都发生了水患。其中昔加末、麻坡和哥打丁宜的水患最为严重，大約有七万多灾民被疏散。多處水深达十餘尺，是柔佛州百年以来之大水災。许多地方的水电供应都被切斷，交通几近瘫痪。连绵细雨更加剧了水灾情况，造成许多财务损失以及设施的破坏。由于柔佛位于巽他板块，在附近的印尼苏门答腊发生地震时也经常会有震感。

柔佛风景
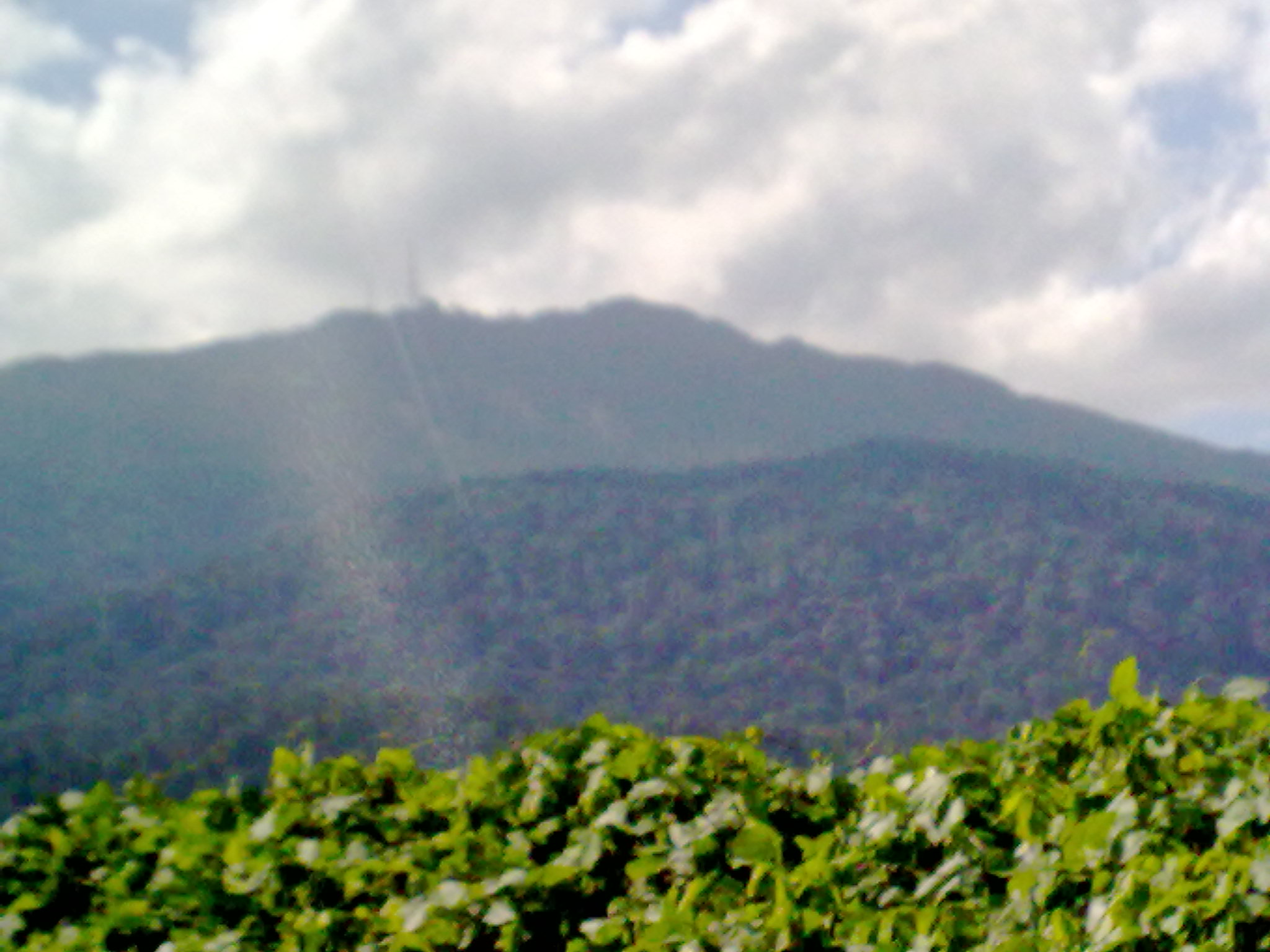
金山
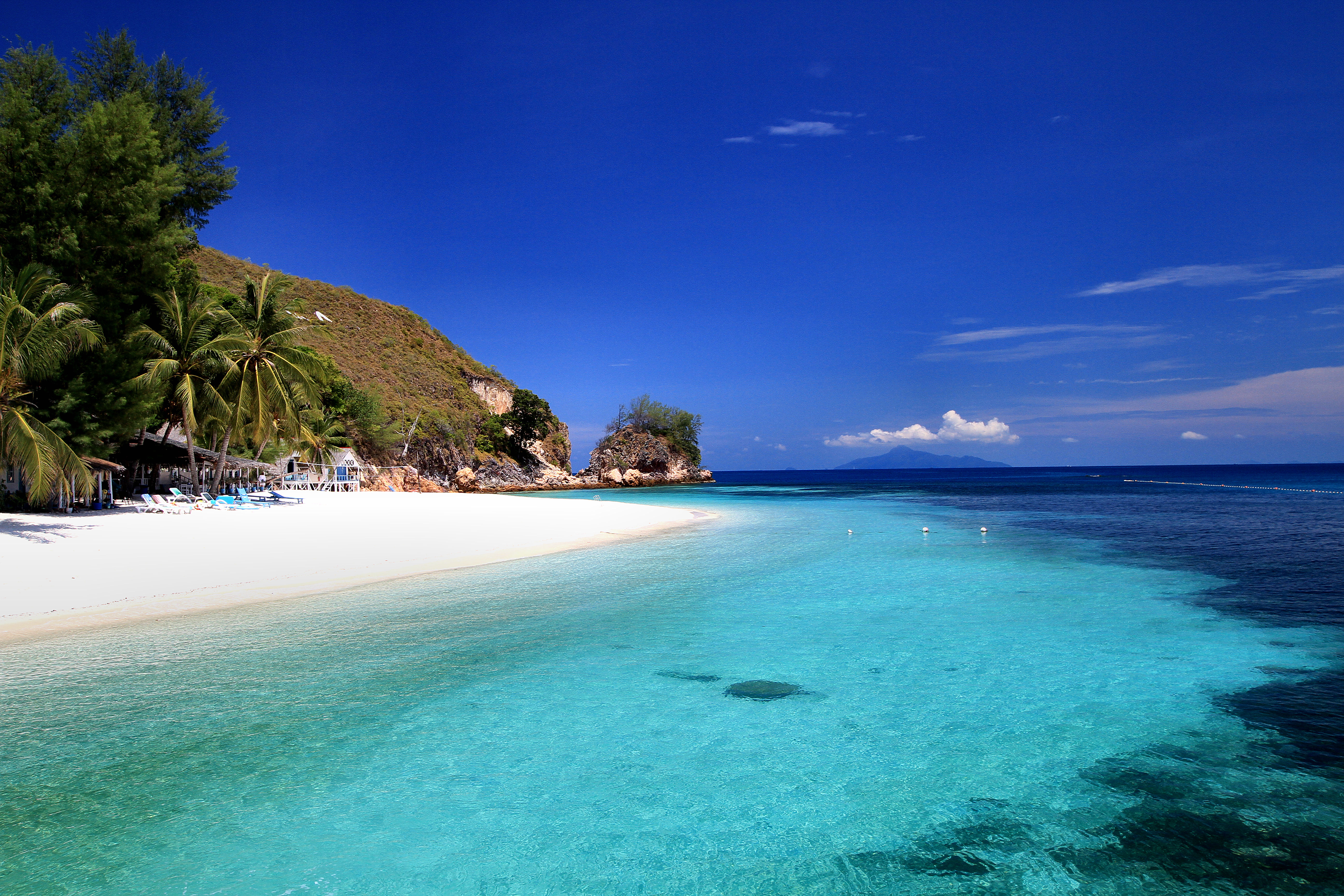
拉哇岛海滩
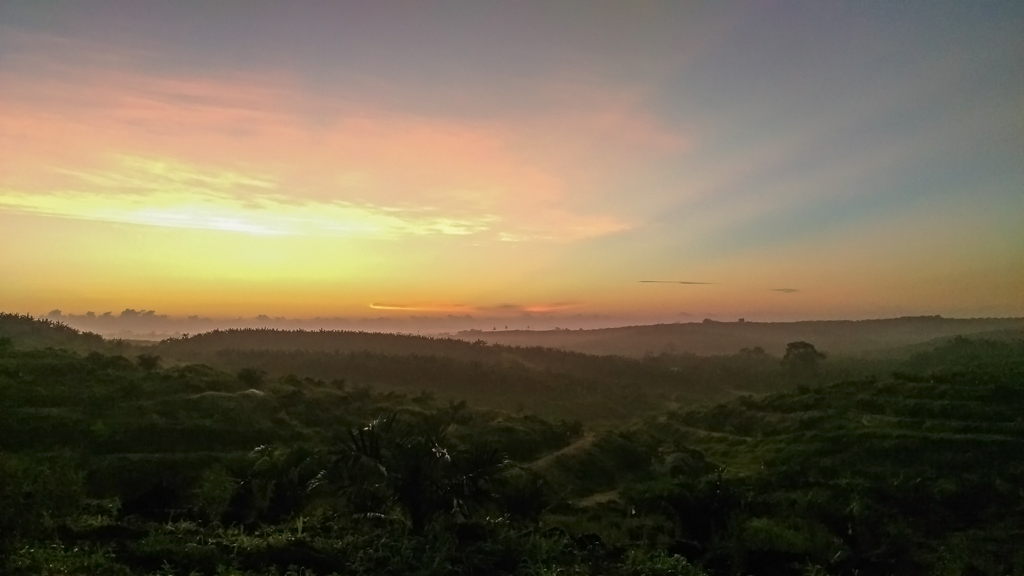
油棕园的日出
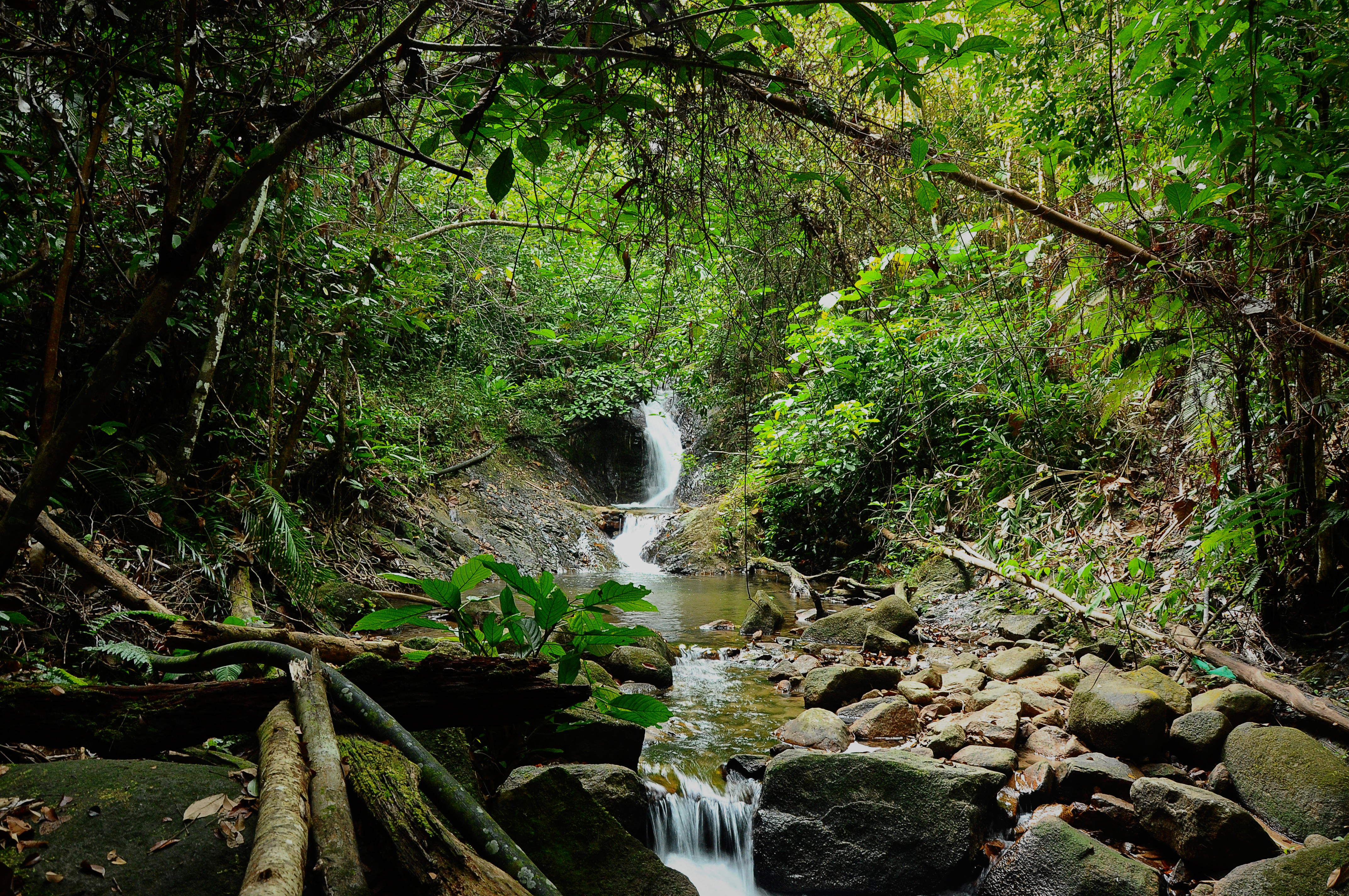
布鲁木山（英语：Mount Belumut）瀑布

## 经济

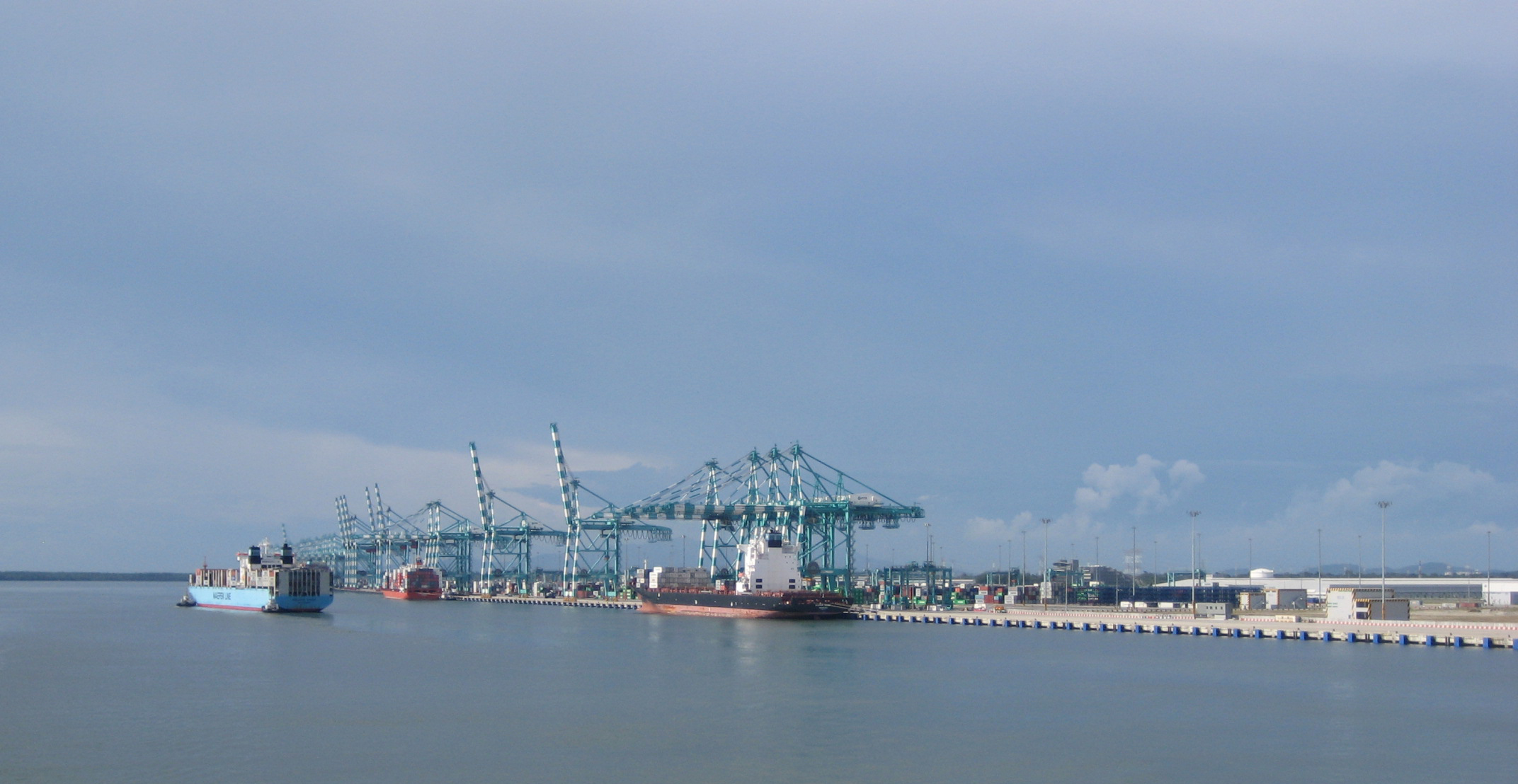
丹戎帕拉帕斯港是世界第 15 繁忙的港口，也是马来西亚最大的转运枢纽。

柔佛州的经济主要以第三产业为主，即服务业、制造业、农业、建筑业等。   2023年，柔佛州的国内生产总值（GDP）为1,482亿令吉，在马来西亚各州中仅次于雪兰莪州排名第二高，也是巴生谷以外最大经济体。  2024 年，该州的平均收入为 5,652 令吉，是继雪兰莪州之后家庭平均收入第二高的州属。前一年，该州的经济增长率为 5.7%，占马来西亚 GDP 的 9.6%。 该州拥有巴生谷以外最大的服务业和房地产开发，其中前者在 2023 年贡献了该国服务业 GDP 的 8.6%。  
柔佛继续成为该地区最热门的投资目的地之一。   2013 年至 2018 年，该州获批制造业项目总额达 1450 亿令吉，连续六年位居马来西亚榜首。  2022 年，该州吸引的外国直接投资（FDI）在马来西亚所有州属中最高，主要集中在制造业。  2017 年，168 亿令吉来自国内直接投资，51 亿令吉来自外国直接投资，其中澳大利亚、中国和美国是制造业前三大外国投资者。 
柔佛是马来西亚第二大贸易贡献区，其进口份额在马来西亚排名第二，仅次于雪兰莪州。 该州也是马来西亚最大的数据中心枢纽，也是亚洲第九大数据中心枢纽。 作为著名的区域制造业中心，该州是马来西亚主要跨国公司（MNC）的所在地，例如字节跳动、英伟达、微软、美光、沙特阿美、富士康等。     根据纽约管理咨询公司奥纬咨询 (Oliver Wyman)的调查，新山被评为全球第 20 大最具商业吸引力的城市，在马来西亚排名第二，仅次于首都吉隆坡。 

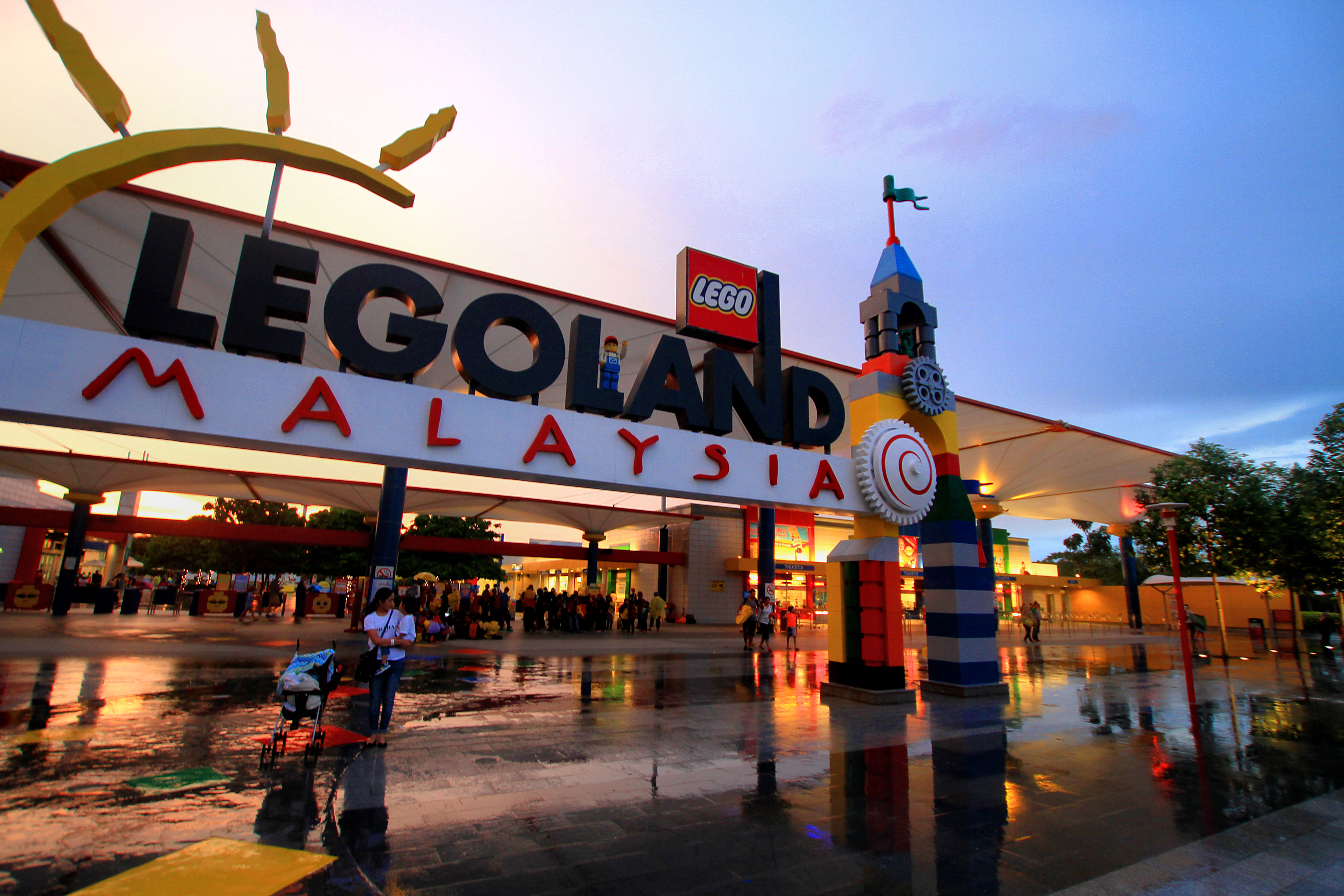
马来西亚乐高乐园度假村

马来西亚依斯干达特区位于柔佛州南部，是马来西亚投资额和人均GDP最大的经济特区，涵盖新山市中心、依斯干达公主城、古来、巴西古当和南笨珍。它是国家重点开发区，占地面积221,634公頃（2,216.34平方）  它主要专注于贸易和服务、制造业、商业和金融、物流、人工智能、现代农业和生态旅游。 随着柔佛-新加坡经济特区的建立，该州将在未来十年内与马来西亚主要经济区巴生谷相媲美。 

## 人口

### 族群与移民
| 柔佛种族比例（2017） | 柔佛种族比例（2017） | 柔佛种族比例（2017） | 柔佛种族比例（2017） | 柔佛种族比例（2017） |
| -------------------- | -------------------- | -------------------- | -------------------- | -------------------- |
| 种族                 | 种族                 |                      | 百分比               | 百分比               |
| 马来人               | 马来人               |                      | 53.9%                | 53.9%                |
| 華人                 | 華人                 |                      | 29.6%                | 29.6%                |
| 印度人               | 印度人               |                      | 6.3%                 | 6.3%                 |
| 其他土著             | 其他土著             |                      | 0.6%                 | 0.6%                 |
| 非公民               | 非公民               |                      | 9.5%                 | 9.5%                 |

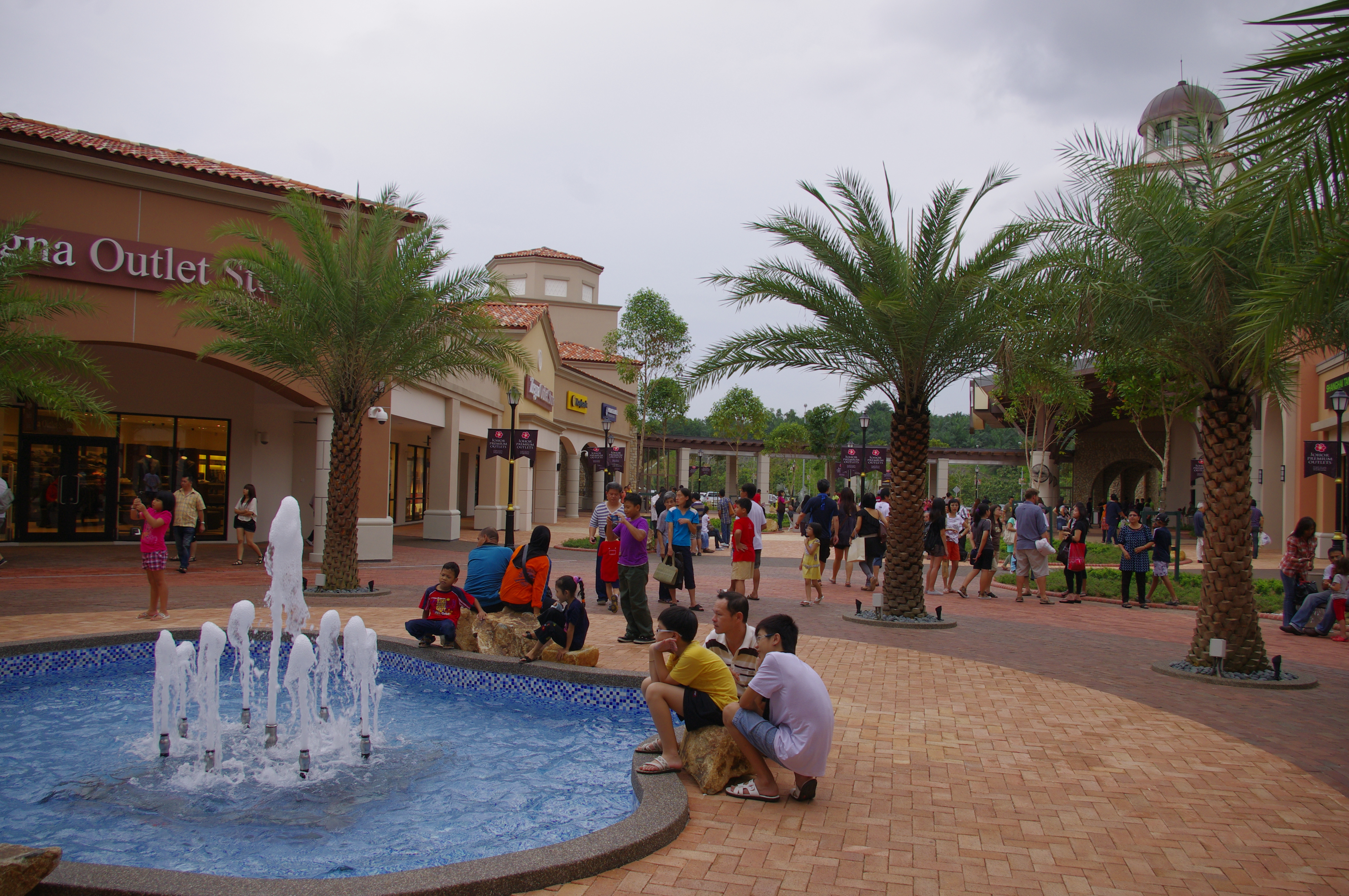
年终假期，柔佛子民与家人出游。

2020年马来西亚人口普查显示，柔佛人口达401万人，在马来西亚各州排名第二，其中352,500人为非公民。马来西亚公民方面，1,996,667人（59.7%）是马来人，1,093,651人（32.7%）是華人，234,115人（7.0%）是印度人，而20,067人（0.6%）是其他土著。2010年的人口普查方面，柔佛人口达3,230,440人，其中1,698,472人（52.0%）是马来人，997,590人（30.0%）是华人，209,260人（6.0%）是印度人，而49,773人（1.0%）是其他土著。 尽管柔佛种族多样化，多数柔佛人自称“Bangsa Johor”（柔佛子民），这个称呼也获得柔佛皇室响应，以团结州内各族人民。

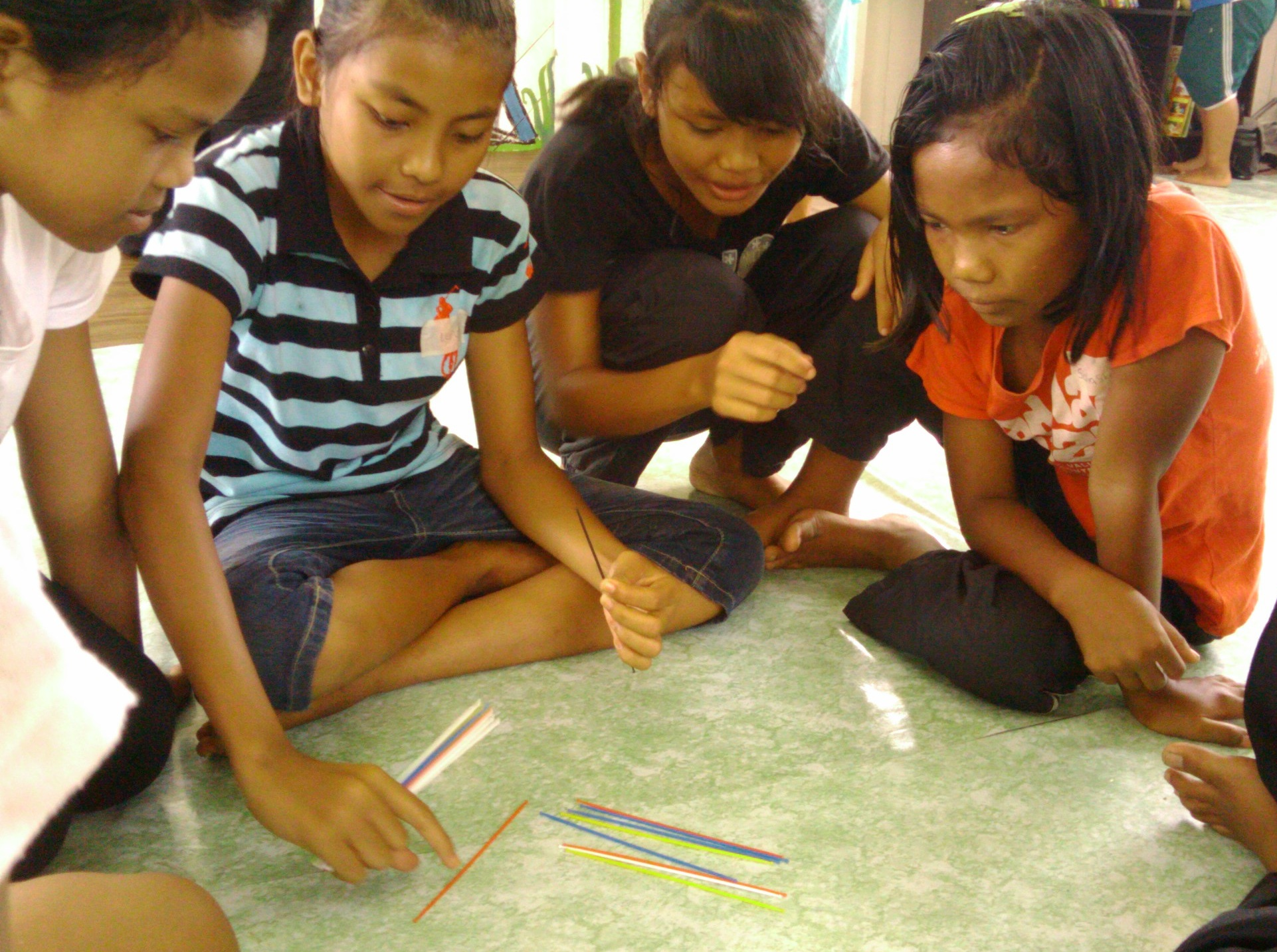
柔佛的半島原住民女孩。

马来西亚是亚洲人口密度最低的国家之一，而人口分布不均的情况在柔佛尤为明显。柔佛的大多数人口集中在沿海地区。1991年至2000年，柔佛年均人口自然增长率达2.39%，其中新山县最高，达4.59%；昔加末县最低，仅0.07%。随着柔佛南部的住宅区不断发展，柔佛总人口每隔10年大约就增加了600,000人；这么持续下去的话，柔佛的人口将于2030年达到560万人，比政府预测的400万人还来得高。位于马来半岛南部的地理位置也促进了柔佛作为马来西亚的交通与工业中心的快速发展、创造更多就业机会，并吸引了来自其它州属以及海外，尤其是来自印尼、菲律宾、越南、缅甸、孟加拉、印度、巴基斯坦和中国的移民以及工人。截至2010年，在柔佛、沙巴、雪兰莪工作的外籍劳工占了马来西亚外籍劳工总数的三分之二。

### 宗教
| 柔佛宗教比例（2010） | 柔佛宗教比例（2010） | 柔佛宗教比例（2010） | 柔佛宗教比例（2010） | 柔佛宗教比例（2010） |
| -------------------- | -------------------- | -------------------- | -------------------- | -------------------- |
| 宗教                 | 宗教                 |                      | 百分比               | 百分比               |
| 伊斯兰教             | 伊斯兰教             |                      | 58.2%                | 58.2%                |
| 佛教                 | 佛教                 |                      | 29.6%                | 29.6%                |
| 印度教               | 印度教               |                      | 6.6%                 | 6.6%                 |
| 基督教               | 基督教               |                      | 3.3%                 | 3.3%                 |
| 未知                 | 未知                 |                      | 1.0%                 | 1.0%                 |
| 中国民间信仰         | 中国民间信仰         |                      | 0.8%                 | 0.8%                 |
| 无宗教               | 无宗教               |                      | 0.3%                 | 0.3%                 |
| 其它                 | 其它                 |                      | 0.2%                 | 0.2%                 |

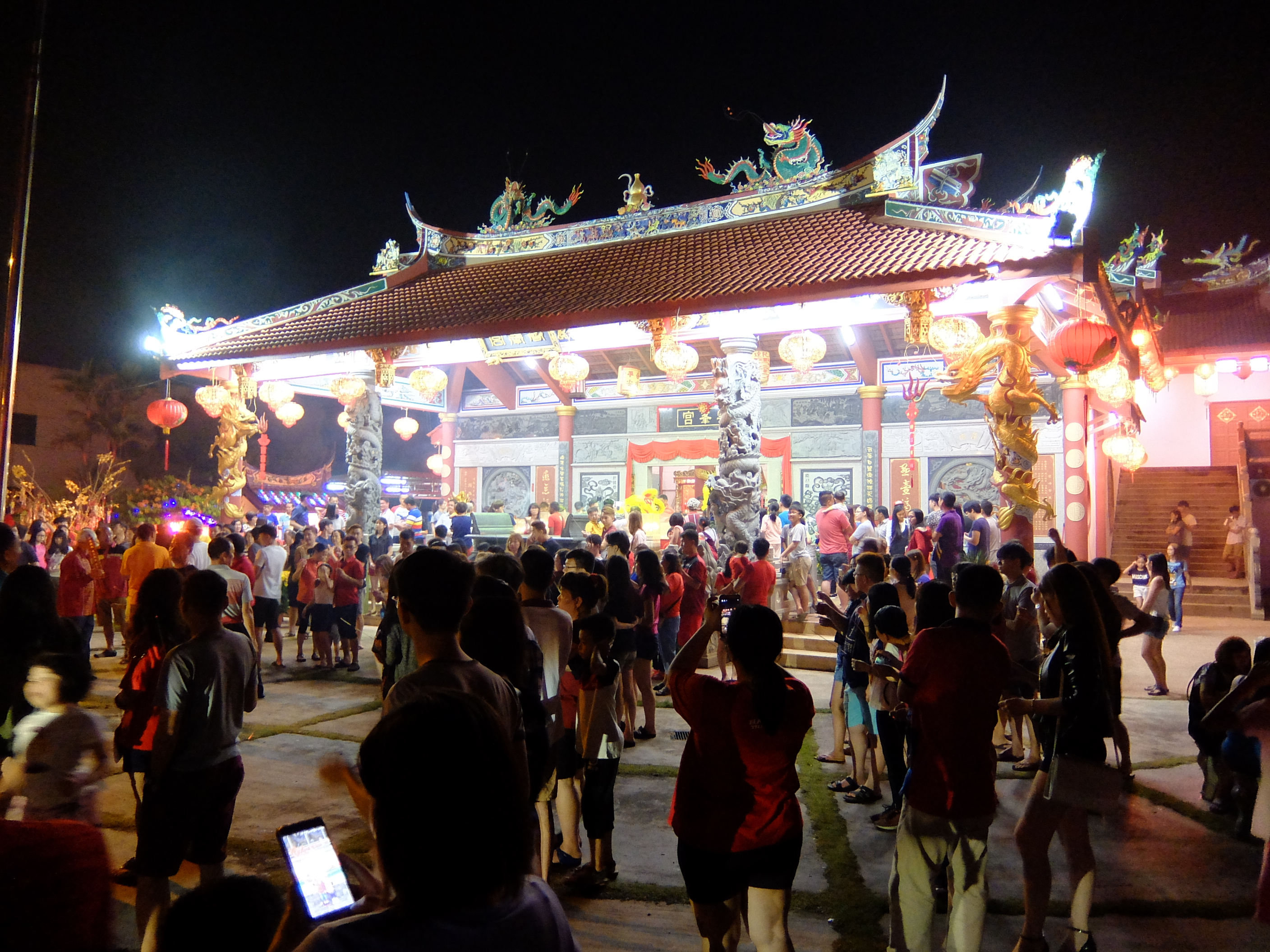
位于昔加末县利民达的华人庙宇。

根据2010年马来西亚人口普查，柔佛的各宗教信仰中，穆斯林占了58.2%，佛教徒占了29.6%，兴都教徒占了6.6%，基督徒占了3.3%，1.2%是其它宗教的信徒或宗教信仰未知宗教，0.8%信奉道教或中国民间信仰，无信仰者占0.3%。这项人口普查显示，柔佛的华人人口当中，89.8%是佛教徒，6.8%是基督徒，2.1%的人信奉中国民间信仰，以及0.4%是穆斯林。而印度人大多数为兴都教徒，占87.9%，其它信仰有基督教（4.05%），伊斯兰教（3.83%）和佛教（3.05%）。非马来土著当中，42.3%是基督徒，25.3%是穆斯林，13.7%是佛教徒。作为柔佛最大的族群，所有马来人都是穆斯林。

### 语言

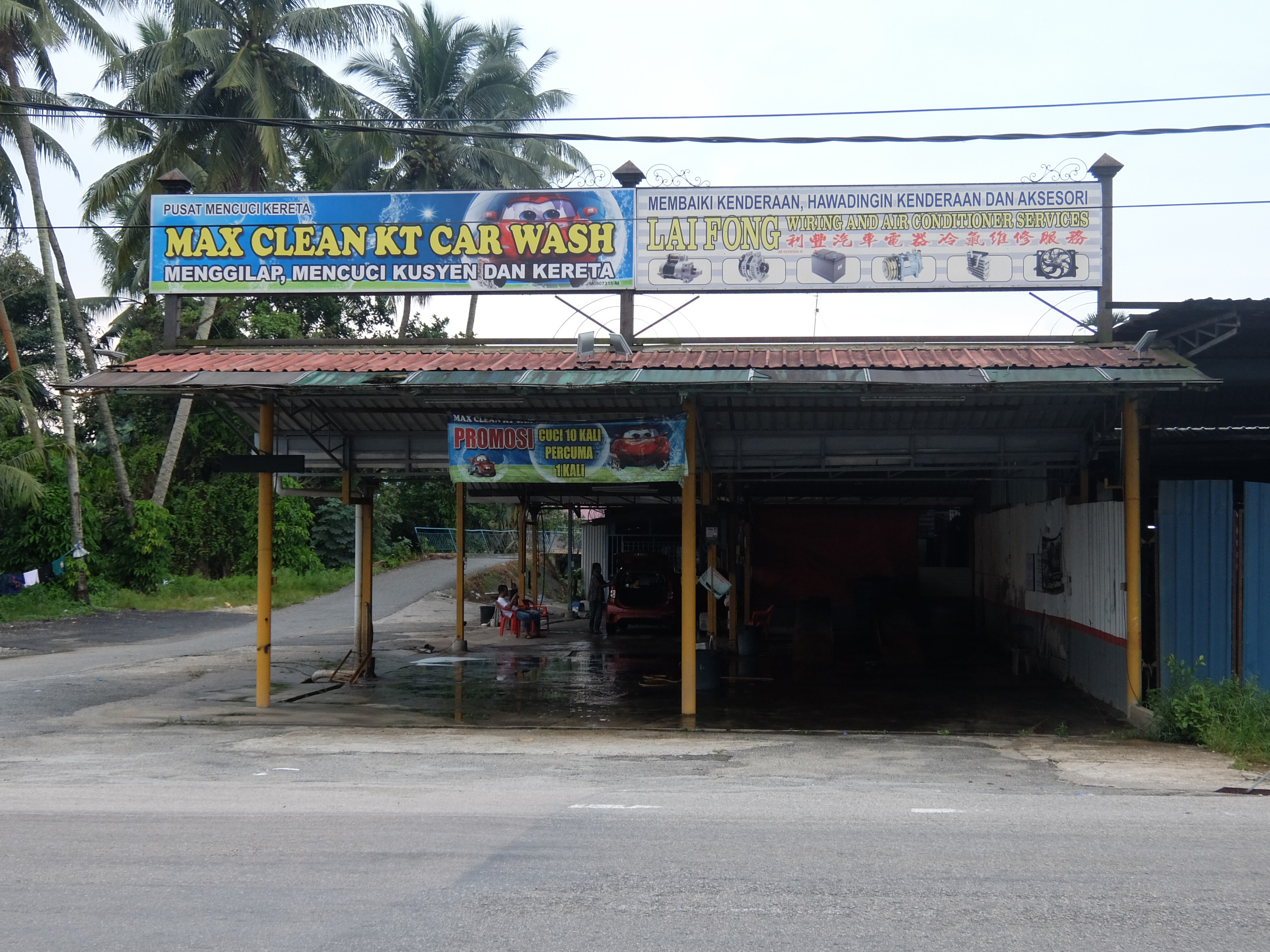
哥打丁宜店屋的三语招牌。

多数的柔佛人能使用至少两种语言：马来语和英语。有些柔佛人还会说华语或泰米尔语。
柔佛境内的绝大多数马来人使用一种被称为柔佛马来语的方言，这个方言也被称作柔佛-廖内语，源自柔佛、廖内、马六甲、雪兰莪和新加坡，是馬來西亞語和印尼语的标准腔。由于柔佛处于海洋东南亚多个贸易路线的交汇处并曾是个强大的王国，柔佛马来语从15世纪开始便成为了这个地区的通用语。
除了华语之外，柔佛州内的华人社区也使用多种汉语方言，包括福建泉漳话（多个地区）、潮州话（新山地区为主）、客家语（古来地区为主），而有较少的人使用福州话（永平地区为主）、粤语和海南话。受新加坡讲华语运动影响，柔佛只有很少的年轻华人还能够流利地使用方言，而这个情况在城市地区尤为明显。州内的印度社区绝大多数人都使用泰米尔语。由于大马年轻人的英语水平不断下降，2017年，作为马来西亚英语教学协会（MELTA）的皇室赞助人的柔佛王后呼吁各界关注此现象，并提供一个更好的环境好让大马年轻一代能更有效地学习英语。

## 交通

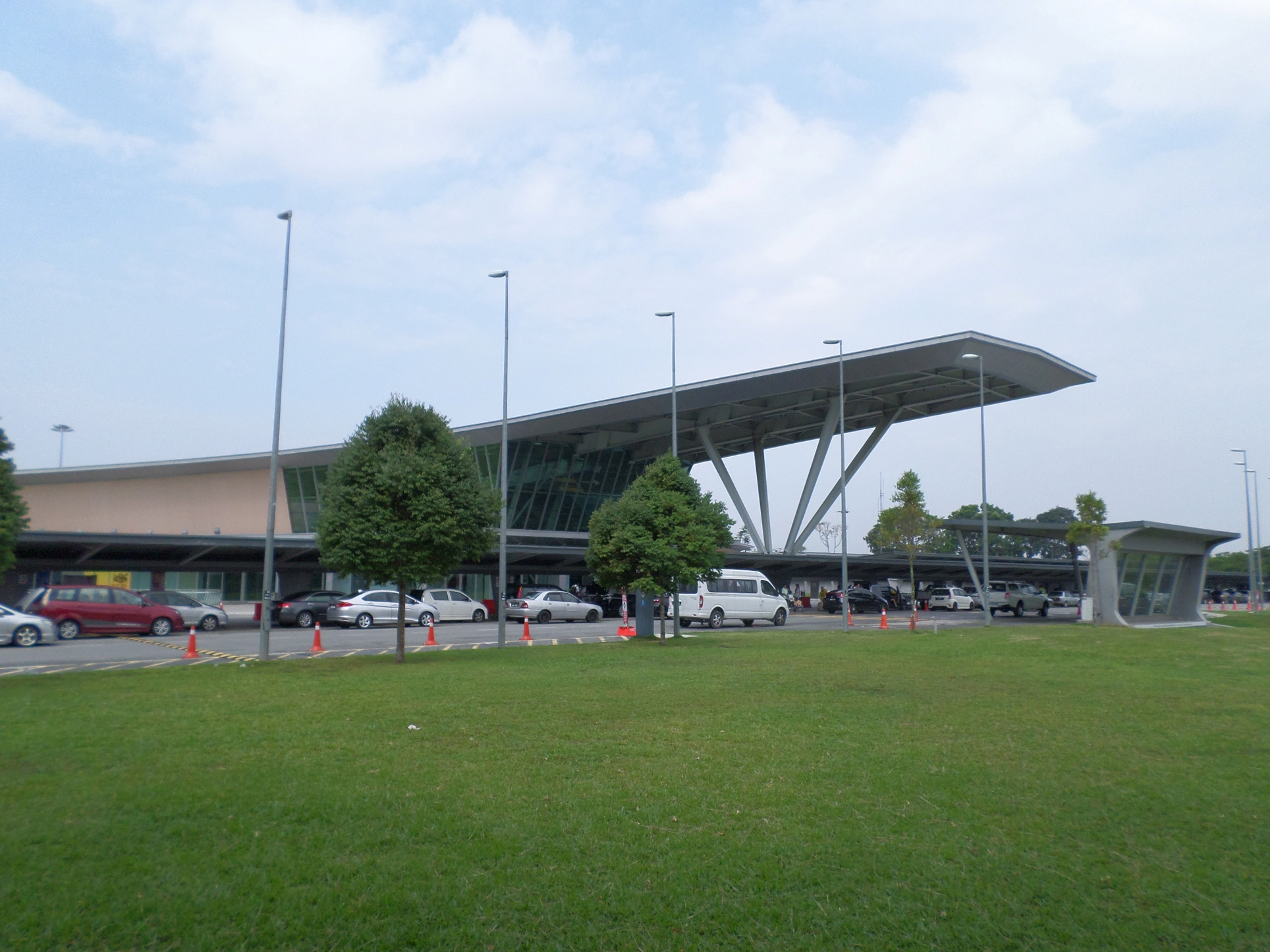
士乃国际机场

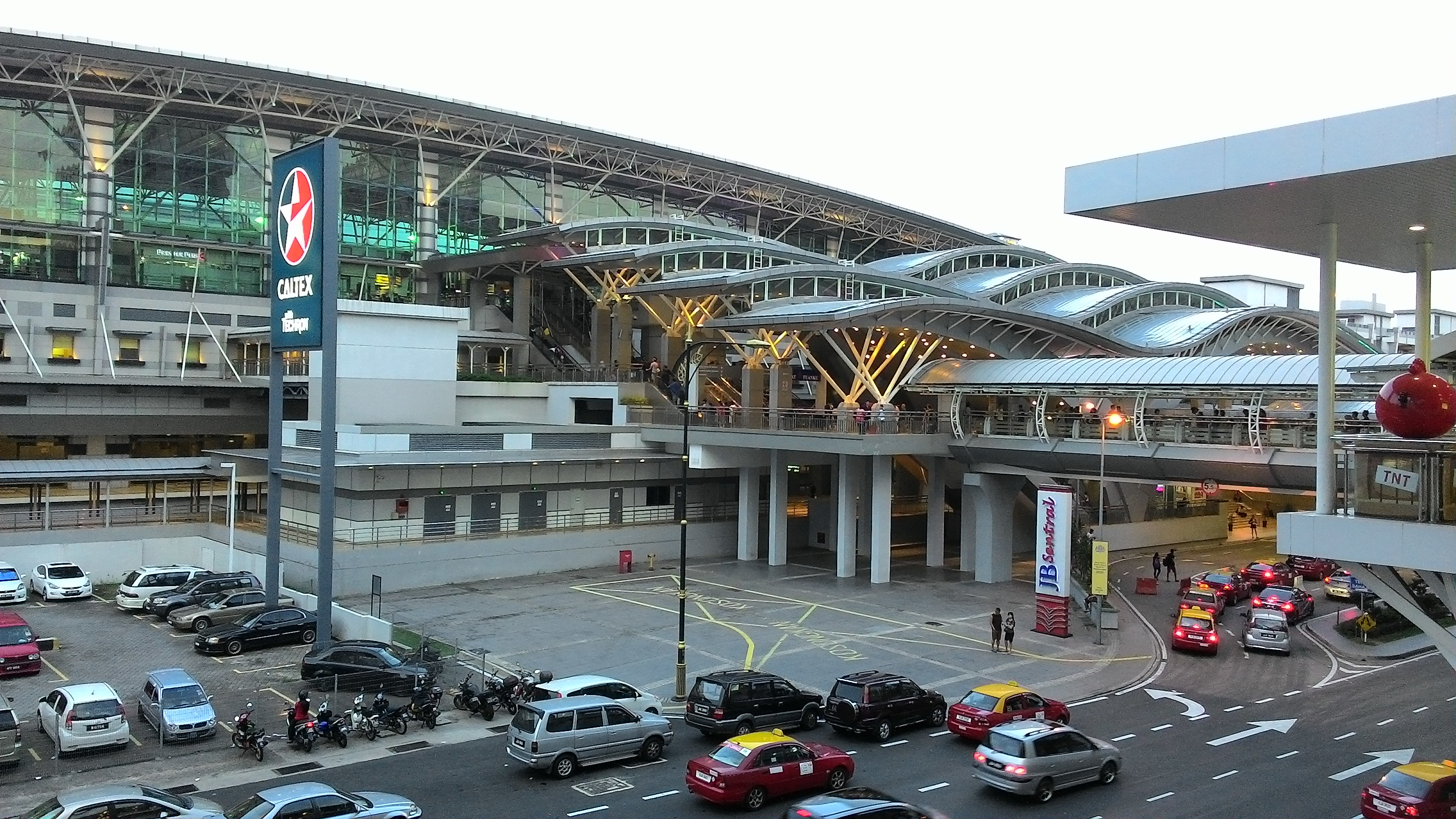
新山中央车站

### 公路
为柔佛人民最常使用的陆路交通。州内建有各大大小小的公路，同时还建有多条联邦公路及州辖公路如
南北大道、巴西古当大道、新山东部疏散大道 及迪沙鲁大道等收费及免收费高速公路。
柔佛新山南岸建有新柔长堤和马新第二通道与新加坡连接。衔接新山市区苏丹伊斯干达大厦的新柔长堤全长1038米，由英国殖民政府为方便前往新加坡而于1909年建造，并于1923年竣工。位于柔佛西南部马来西亚依斯干达经济特区 的马新第二通道高速公路全长1920米，于1997年10月竣工，衔接柔佛州振林山和新加坡的大士，不仅缓解了新柔长堤的交通拥挤，也使得柔佛西南部与新加坡之间的交通更为便利。
由于柔佛州内公共交通系统不完善，绝大多数的柔佛人民都拥有自己的交通工具。州内巴士主要川行于市区及人口集中的住宅区，导致一些偏远地区的人民无法享有公共交通带来的便利。除此之外，州内巴士主要由私人界负责，公交设施如巴士站及巴士本身存在安全及失修问题，因此乘搭巴士的乘客大多为没有私人交通工具的老年人、学生族以及外劳。另外，在柔佛州有数种德士供乘搭，较为普遍的有红色德士、Grab、蓝色豪华德士等。然而部分传统徳士司机不使用计费表而擅自收费，此举间接导致年轻人更偏向乘搭价钱较低且定价收费的手机召车服务如Grab而不是传统德士。

### 机场
柔佛州内的古来县建有士乃国际机场（国际机场代号:JHB），为马来西亚南部的主要的国内及国际交通中枢，也是亚洲航空的区域航空枢纽。近年来，士乃国际机场逐渐开放更多的国际航班以吸引更多的游客到访柔佛州旅游，该机场2017年的载客量首次突破300万人次。

### 内陆码头
柔佛州唯一的内陆码头位于昔加末县，为柔佛州北部的一个商业码头。该码头提供的服务包括铁路、海运及空运集装箱、港口清关保税和非保税仓储等。该码头曾于2006年12月起无限期关闭，并于2013年4月重新启用，以期带动柔北的工商业发展。

### 海港

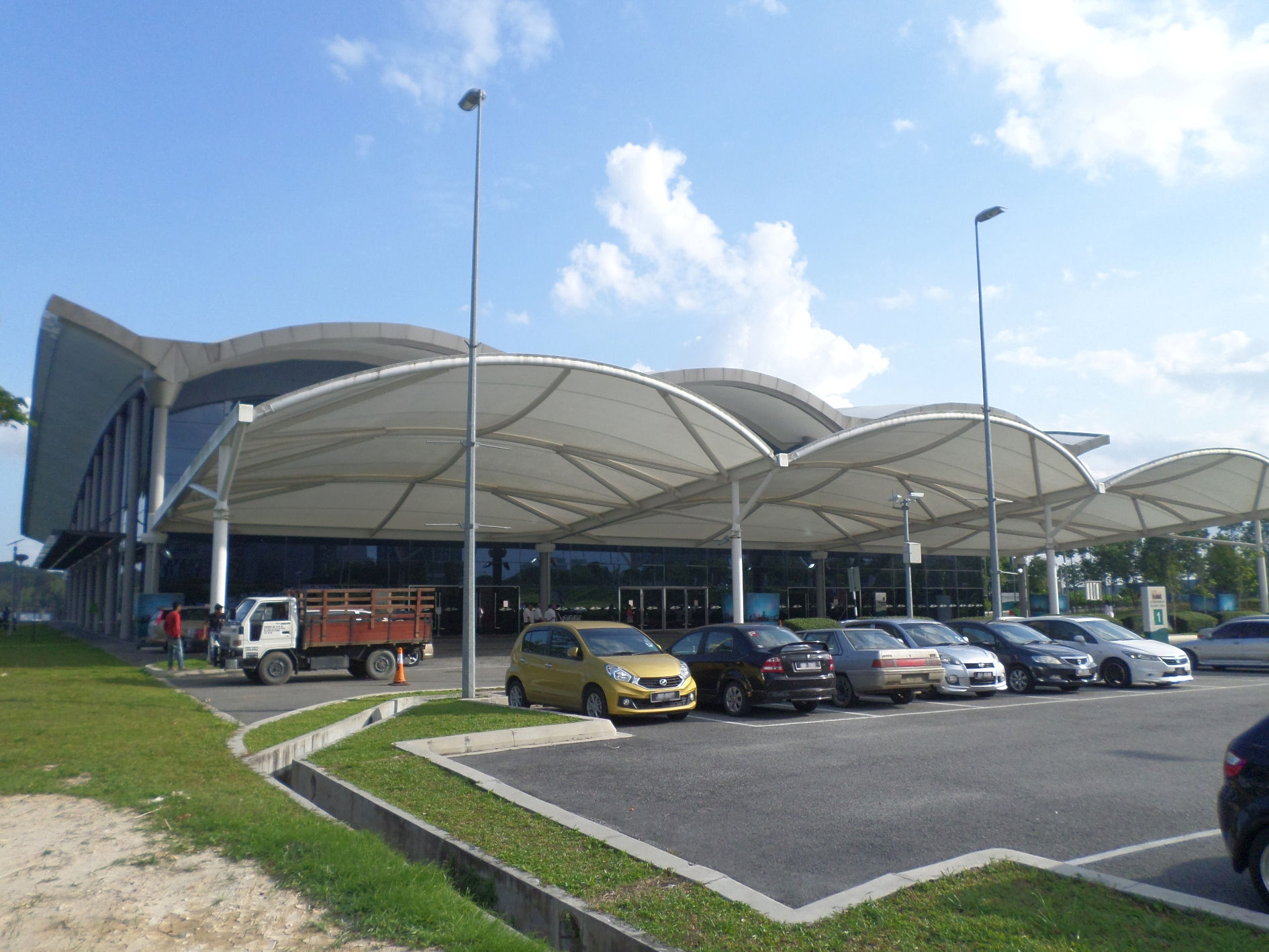
位于依斯干达公主城的公主港国际客运码头。

柔佛共有四个港口，各位于依斯干达公主城或巴西古当，分属3个不同的公司管理。丹戎帕拉帕斯港是马来西亚联邦货柜港的一部分，而另外两个货柜港则是同样位于丹绒帕拉帕斯的综合集装箱终站和位于巴西古当的柔佛港。丹绒浪沙港口则是该区域的石油与天然气中心，并支援近海石油產業的开发与生产活动。除此之外，柔佛的部分码头也有提供前往印尼的巴淡岛、民丹島的丹戎檳榔和新加坡樟宜码头的船运服务。

### 铁路
马来亚铁道公司经营的西海岸铁路线從马泰邊界的玻璃市州的巴東勿剎站一直延续到新加坡站，途经新柔长堤，于1909年通车。2011年7月，新加坡政府将丹戎巴葛火车总站移至兀兰火车总站。
由大马前首相纳吉政府提出的新柔捷运系统计划于2024年取代现有的马来亚铁道接驳火车服务，并衔接计划中的吉隆坡-新加坡高铁。然而在2018年大选后，马哈迪政府以国库身负巨债为由宣布暂停隆新高铁计划，唯新柔捷运计划因效益大而得以保留。新柔捷运落成后将惠及在新加坡上班并居住在新山的马来西亚人，并减缓新柔长堤每日的交通阻塞。据非官方统计，每日来回两地的人数保守估计约30万人左右。

## 华文中小学列表

### 国民型华文中学
- 丰盛港培智国民型华文中学 SMJK PAI CHEE
- 利丰港培华国民型华文中学 SMJK PEI HWA
- 昔加末昔华国民型华文中学 SMJK SEG HWA SEGAMAT

### 华文独立中学
- 麻坡中化中学
- 利丰港培华独立中学
- 居銮中华中学
- 永平中学
- 峇株巴辖华仁中学
- 新文龙中华中学
- 笨珍培群独立中学
- 新山宽柔中学
- 宽柔中学古来分校
- 宽柔中学至达城分校

## 醫療
- 新山班蘭中央醫院（Hospital Sultan Ismail）
- 新山蘇丹后阿米娜醫院（Hospital Sultanah Aminah）

## 旅游名胜地

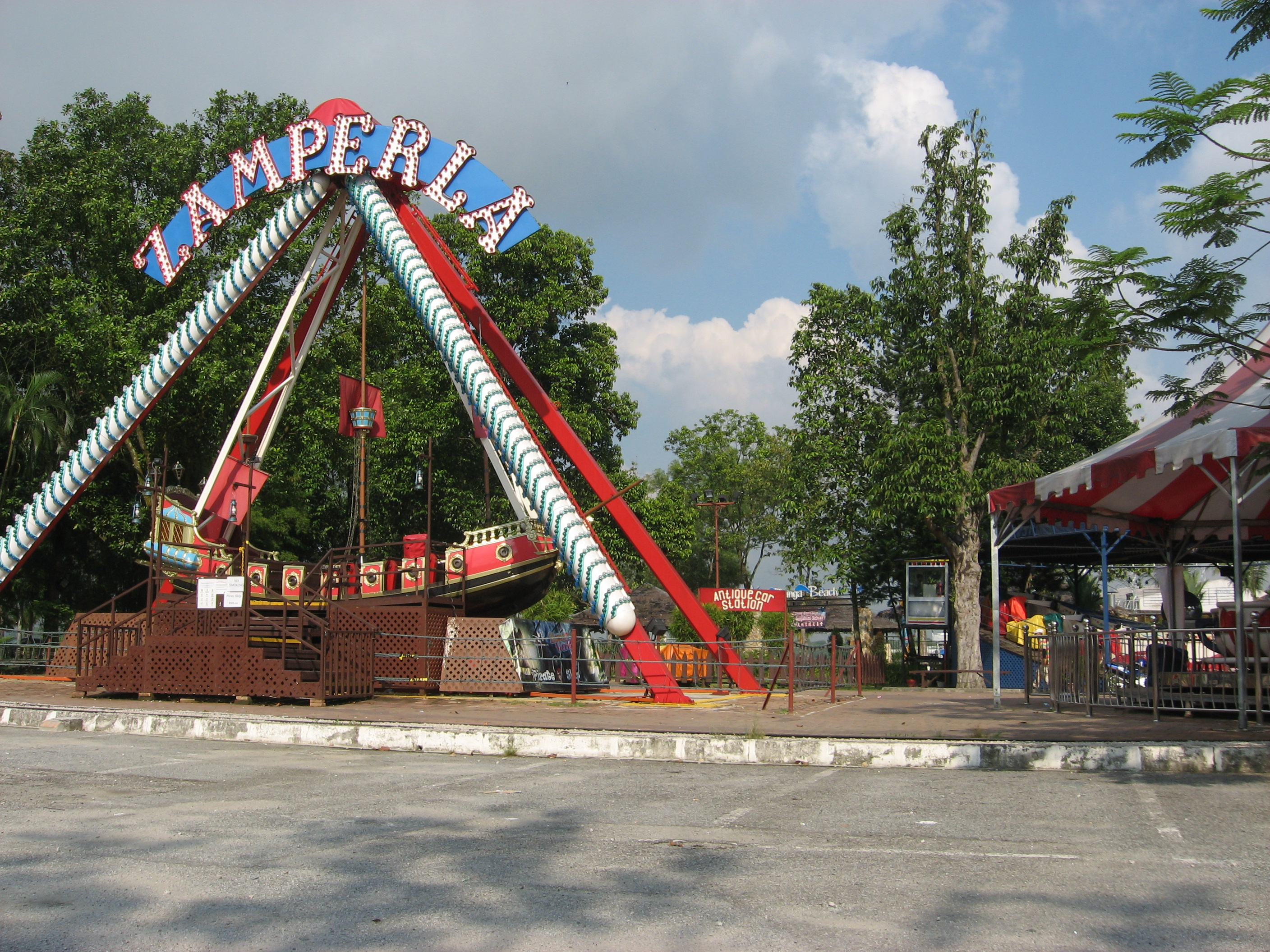
金海湾

- 马来西亚乐高乐园 (Legoland Malaysia) 
  - 位于柔佛州新山县，是亚洲首座乐高乐园 ，全球第六座乐高乐园，占地76英亩 拥有超过40项游乐设施。自2012年9月15日正式营业以来，每年吸引大批来自国内外的游客到访，旅客人数也逐年增加。这里不但是亲子放松的去处，也是许多小学团旅首选的游乐景点。该乐高乐园于2013年10月21日增设水上乐园区域，成为亚洲第一座拥有水上乐园的乐高乐园，亦是面积最大及唯一全年开放的乐高水上乐园。2013年12月11日，乐高乐园主题酒店正式开幕。该乐高乐园于2019年增设Sea Life海洋探索中心[103]。

- 四湾岛和迪沙鲁
  - 柔佛州著名的海岸线旅游区，每逢周末或邻国新加坡长假，这里都会吸引大批热爱海滩及爱好骑单车的旅客到此郊游。到四湾岛适合享用当地盛产的新鲜龙虾，及著名老字号餠店卖的豆沙餠。

- 丹绒比艾
  - 丹绒是马来语海角的意思。名副其实，丹绒比艾是处在亚洲大陆最南端的海角。马来西亚旅游局曾经大力推广此景点，但因缺乏良好的管理，因此收效不大。这里有马来西亚保护得最好的，世界为数不多的沼泽地及红树林，整个林区被规划为保护区。现主要为学校户外教学景点及自然景观景点。
- 金海湾
  - 一个沿着新柔海峡而建的旅游景点。在归帆点缀下成为南马一道独特的风景线。它曾是大马南部重要的旅游区，来自世界各国的船只停泊在这里。金海湾曾是柔佛首屈一指的海滨发展区。它提供高档物业，零售商店和休闲活动。在这个金海湾范围内，有餐饮中心、沙滩酒吧、水上运动、小型动物园、风帆俱乐部、游乐场及颇大的广场。唯自马来西亚政府设立伊斯干达经济特区后，柔佛州的海滨发展逐渐转向以森林城市项目为主的新经济特区。如今的金海湾沿海一带已被众多来自中国的大型房地产项目如碧桂园等取代，新山人共享的海岸线及日落风景因高耸的房楼而不复存在。

除此之外，柔佛州著名的还有许多大小不一的岛屿。有的岛屿适合浮潜、跳岛、钓鱼、水上运动等娱乐项目，旅客较稀少的岛屿更适合观赏日出日落，放松疲惫的身心。柔佛离岸岛屿为国人及外国旅客都爱的度假圣地。

## 延伸阅读
[在维基数据编辑]
 《明史卷三百二十五》，出自《明史》